# Promoción artística
El término promoción artística hace referencia al conjunto de acciones que buscan impulsar, publicitar y proteger el arte para que no se vea devaluado ni dañado por falta de recursos. Puede ser llevada a cabo desde las instituciones o por particulares.

## Promoción artística desde instituciones
- Pública: La iniciativa pública se refleja de manera en que llega a impartir estudios artísticos por el sistema público, subvenciona exposiciones y museos, aunque también llega a asociarse con entidades privadas, para dar un servicio más barato al usuario y se propague la cultura artística.
- Privada: Las entidades privadas se valen del arte muchas veces para conseguir beneficio y esto hace que sea provechoso invertir en él, aunque también hay parte de gente que promociona de manera altruista por el mero hecho de que se deleitan con el arte, con lo cual, incentivan a este para que crezca su influencia.

"En el pasado las entidades privadas jugaron un papel fundamental para la preservación del arte porque fueron sus promotores fundamentales, ya que, se impartía en organismos privados e incluso gran parte de sus obras iban por supuesto a satisfacer a estos, es el caso de la nobleza y de la Iglesia. Esta última  fue realmente importante, aparte de ser uno de los primeros consumidores de arte, (construcción de iglesias, ermitas, cuadros, esculturas, cerámicas, etc...) impulsaba a este desde sus escuelas y conventos ayudando así a su difusión y a crear un filón importante para los artistas de la época."

## Promoción artística desde particulares
La promoción por parte de particulares también ayudó, y ayuda a día de hoy, a que el arte siga cumpliendo sus servicios. Hay diferentes tipos de promotores:
- Donantes: Quienes otorgan una aportación de dinero o recursos a una entidad o asociación. Por ejemplo, pagar cuotas, ayudas económicas, aportación de material.
- Compradores circunstanciales: Mediante la compra de los productos artísticos, contribuyen a crear una demanda beneficiosa en torno a este que ayudará a incentivar a muchos artistas a seguir creando.
- Fundadores o patronos: Son grupos de personas que financian la obra y se hacen cargo de todos sus gastos con la finalidad de conseguir dar muestras de poder o un servicio preferente por su servicio prestado. Por ejemplo, edificios religiosos, construcciones públicas.
- Coleccionistas: Grupos de personas que, debido a su afán de coleccionar obras (bien por prestigio, deleite personal o forma de inversión), ayudan económicamente a mantener un estilo u obras e incluso prestan sus colecciones o las enseñan, lo cual da un servicio cultural a la sociedad. Por ejemplo,la Colección Carmen Thyssen-Bornemisza, en la que Carmen Cervera, viuda de Hans Heinrich von Thyssen-Bornemisza y coleccionista, expone sus obras al público.
- Mecenas: La palabra mecenas proviene de Cayo Mecenas, que fue una importante figura que defendió las letras y de los literatos. Se llama, por extensión, mecenas a una persona rica y poderosa que protege y patrocina a artistas o personas que ejercen un trabajo intelectual. Por ejemplo, Leonardo Da Vinci tuvo muchos mecenas que le protegieron a él y sus trabajos, Ludovico Sforza, Cesar Borgia.

- Datos: Q6087862